# Maszt

Uproszczony schemat masztu dzielonego. 1. Kolumna masztu
2. Stenga
3. Bramstenga
4. Wanty z wyblinkami
5. Stenwanty
6. Bramstenwanty

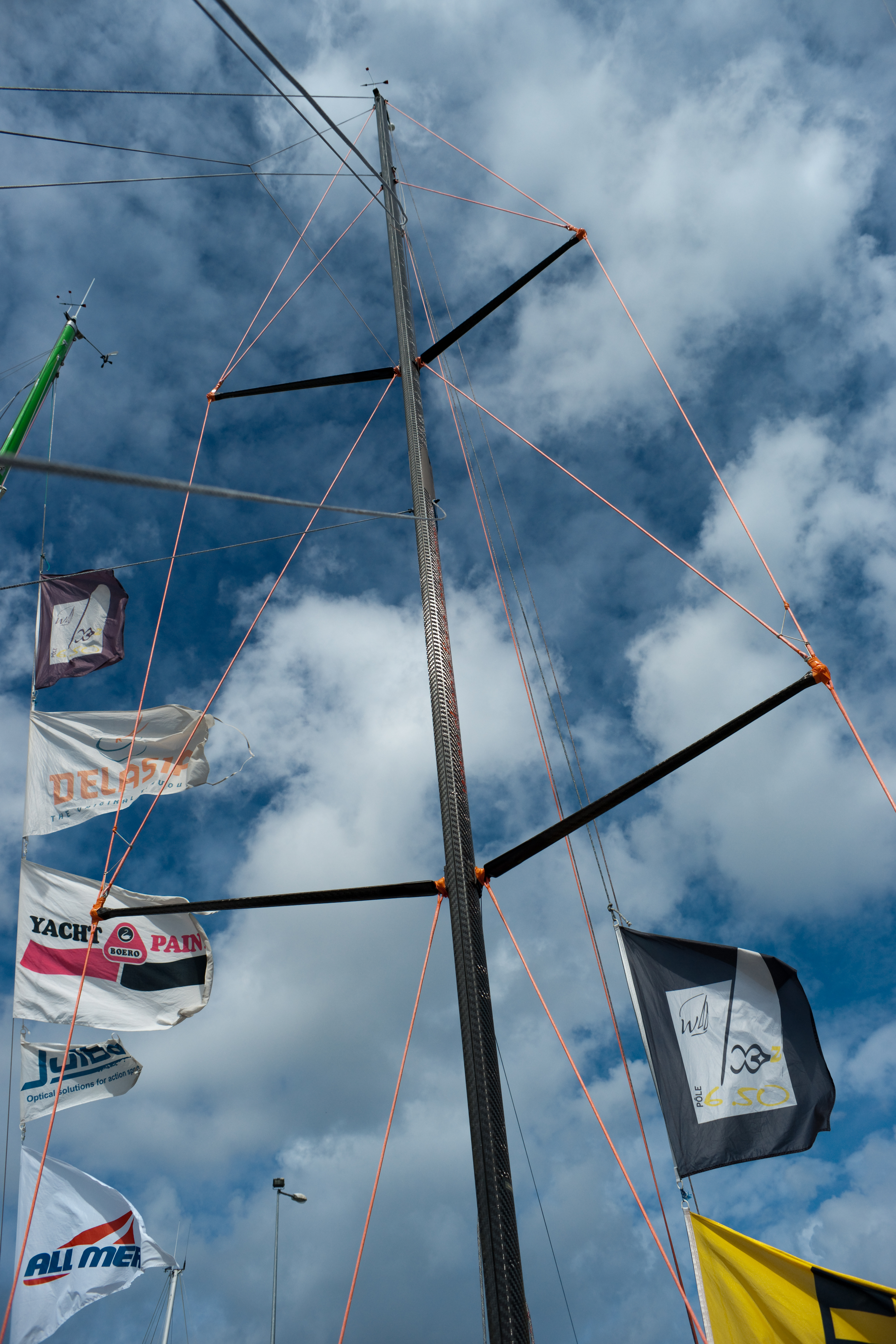
Współczesny maszt jednoczęściowy na jednostce Mini 6.50 wykonany z włókna węglowego

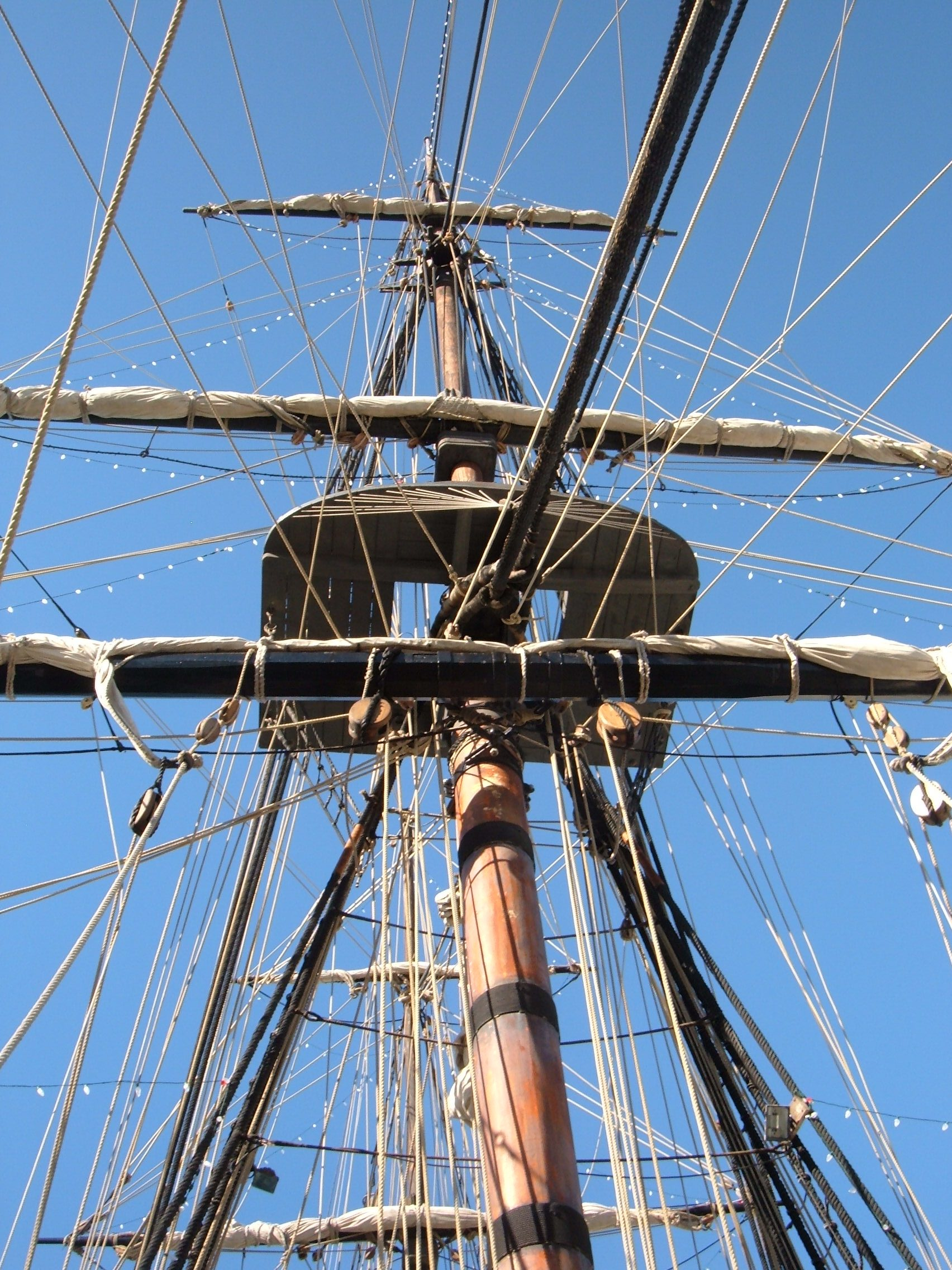
Maszt dzielony na HMS Surprise

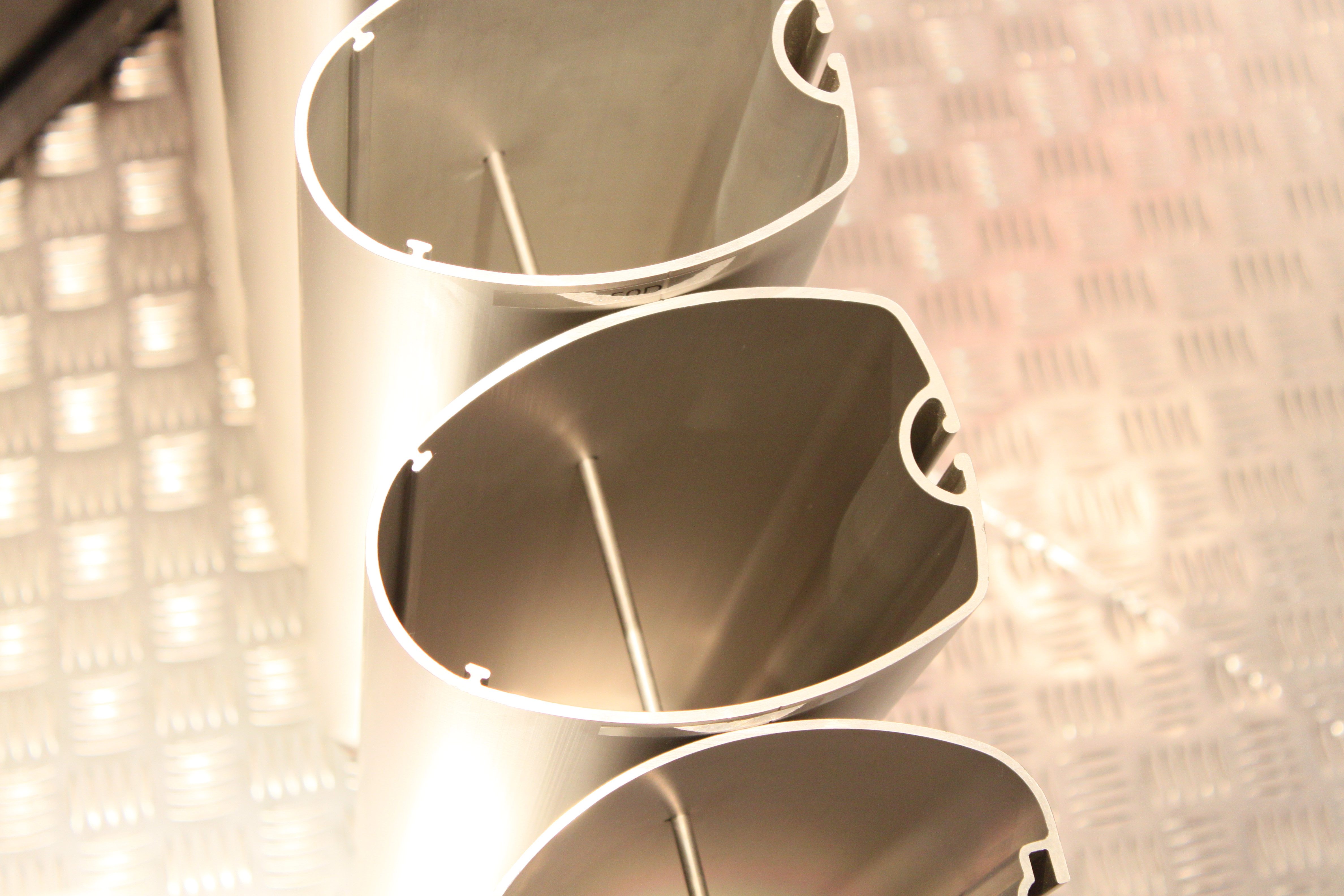
Przekrój poprzeczny współczesnego masztu wykonanego ze stopów aluminium

Maszt – pionowe drzewce stałe, ustawione przeważnie w osi jednostki pływającej o napędzie żaglowym, którego podstawowym zadaniem jest utrzymywanie żagli i przenoszenie siły aerodynamicznej na kadłub jednostki. Jednostka może być wyposażona w jeden maszt lub więcej ustawionych jeden za drugim. Czasem na katamaranach każdy kadłub ma własny maszt (maszty występują obok siebie), natomiast maszty niesymetrycznie umieszcza się na przykład na jednostkach z jednym pływakiem bocznym (proa). Na jednostkach z napędem mechanicznym maszty służą jako podstawy do anten urządzeń radioelektronicznych, w tym radarów, oraz do celów sygnalizacji. Na okrętach maszty bywają bardzo rozbudowane, a w przeszłości umieszczano na nich także stanowiska kierowania ogniem lub platformy bojowe.
Początkowo maszty wykonywane były z litego drewna, następnie zastąpiono je drążonymi i klejonymi z kilku elementów, w celu zmniejszenia ich wagi. Współcześnie najczęściej wykonywane są z profili aluminiowych ze względu na korzystny współczynnik: waga-wytrzymałość-cena. Na dużych jachtach krążowniczych stosowane są też maszty stalowe (ze względu na niską cenę, bardzo wysoką wytrzymałość i łatwość obróbki, np. spawania okuć). Pod koniec lat 60. próbowano wprowadzić na rynek drzewca z laminatów epoksydowo-szklanych, jednak nie zyskały one popularności przez słabe parametry wytrzymałościowe. W połowie lat 80. wprowadzono w jachtach (regatowych) maszty z włókna węglowego, które charakteryzują się ok. 30% mniejszą wagą niż podobne wykonane ze stopów metali lekkich. Wraz z wprowadzaniem epoksydów o coraz większych wytrzymałościach przy jednoczesnym braku utraty elastyczności, pod koniec lat 90. XX wieku, nastąpił wielki powrót masztów drewnianych do żeglarstwa regatowego, choć raczej prawidłowo powinno się je nazywać masztami kompozytowymi, ponieważ oprócz drewna, zbudowane są włókien nasycanymi żywicami.
Zazwyczaj przekrój poprzeczny masztu jest eliptyczny, bądź prostokątny, rzadziej okrągły. Ma to na celu zapewnienie większej sztywności wzdłuż osi diametralnej jednostki żaglowej niż w osi do niej prostopadłej. Maszt utrzymywany jest w pozycji pionowej przez olinowanie stałe, w którego skład może wchodzić od kilku do kilkunastu lin w zależności od wielkości jednostki i jej przeznaczenia.
Na współczesnych jachtach stosuje się maszty, których konstrukcja przewiduje przeprowadzenie przez ich wnętrze lin do obsługi żagli, urządzeń do sprzątania żagli (rollery) oraz przewodów instalacji elektrycznej do zasilania latarni oraz urządzeń nawigacyjnych takich jak np. radar.
Każdy maszt zaczyna się piętą osadzoną w gnieździe i okuciu zwanym jarzmem mocującym go do pokładu. Szczyt masztu nazywany jest topem. Do masztu mocuje się tzw. okucia umożliwiające montowanie olinowania oraz urządzeń do obsługi żagli. To np. okucie topowe, od którego biegną w kierunku pokładu wanty i sztagi oraz które służy do utrzymywania również latarni i urządzeń pomiarowych. Maszty ze względu na budowę można podzielić na dwie kategorie: jednolite (jednoczęściowe) lub dzielone (składające się z kilku połączonych ze sobą części). 

## Maszt dzielony
Współcześnie rzadko spotykany typ masztu, dawniej bardzo popularny na żaglowcach noszących ożaglowanie rejowe. Składa się z co najmniej dwóch niezależnych elementów połączonych ze sobą w sposób stały bądź ruchomy. Kolejne odcinki licząc od pokładu noszą nazwy: kolumna, stenga, bramstenga, bombramstenga. Każdy z nich zaczyna się piętą i kończy topem. Tak skonstruowany maszt pozwala na wymianę pojedynczego elementu w przypadku jego awarii. Niekiedy stosowane ruchome połączenie między odcinkami umożliwia zmianę wysokości środka ożaglowania, a więc i momentu przechylającego działającego na jednostkę. W miejscu łączenia elementów niekiedy występuje mars, platforma służąca jako mocowanie podwantek oraz want następnego odcinka i umożliwiająca pewne podparcie podczas awaryjnej obsługi takielunku. Często top masztu wieloczęściowego ozdabiany był tzw. jabłkiem, stanowiącym spłaszczoną półkulę. Przy oddawaniu honorów np. galowego wejścia do portu, na jabłku stawał jeden z marynarzy, podczas gdy reszta załogi rozmieszczona była na rejach.  

## Maszt jednoczęściowy
Powszechnie stosowany we współczesnym żeglarstwie. Analogicznie do budowy masztu dzielonego w tej koncepcji nazwę kolumna, stenga itd. nadaje się kolejnym odcinkom masztu pomiędzy salingami. 

## Nazewnictwo
Maszty noszą nazwy i ich ilość na jednostce stanowi jeden z ważniejszych kryteriów klasyfikacyjnych. Najczęściej są to fokmaszt, grotmaszt i bezanmaszt. Jeżeli wiadomo że chodzi o maszt, nazwy skracamy do fok, grot i bezan. W niektórych przypadkach ostatni maszt nazywany jest stermasztem. 
Od nazwy masztu nazywa się takielunek na nim noszony. I tak, główny żagiel na grotmaszcie to grotżagiel, inne to grotmarsel, grotbramsel itd. 
- na jednostce z jednym masztem: terminu grotmaszt używa się zamiennie z samym określeniem maszt (ket, slup, sluter, kuter)
- na jednostce z dwoma masztami: grotmasztem jest ten wyższy, a jeżeli oba maszty są takie same, to jest to maszt tylny
  - fokmaszt, grotmaszt (szkuner, bryg, brygantyna)
  - grotmaszt i bezanmaszt na (jol, kecz)
- na jednostce z trzema masztami: 
  - fokmaszt, grotmaszt i bezanmaszt (szkuner, bark, barkentyna)
  - fokmaszt, grotmaszt i stermaszt (fregata)
- na jednostce o czterech masztach i więcej: wszystkie maszty prócz pierwszego (fokmaszt) i ostatniego (bezanmaszt) to numerowane grotmaszty: pierwszy grotmaszt, drugi grotmaszt itd. Jeżeli jednostka jest co najmniej dwumasztowa, a ostatni maszt nosi ożaglowanie rejowe i jest niewiele krótszy od pozostałych, nazywany jest wtedy stermasztem.
- maszty na jedynym siedmiomasztowym statku, szkunerze Thomas W. Lawson, nosiły nazwy dni tygodnia – pierwszy maszt to Monday (poniedziałek) itd.